# مارينيرز ميرور
مارينرز ميرور هي الدورية الأكاديمية الربعية لجمعية البحوث البحرية في المملكة المتحدة. تم تأسيسها في عام 1911 م واستُخلصت وفُهرست بواسطة سكوبس. تنشر الدورية بالشراكة مع دار تايلور وفرانسيس. صُنفت مارينر ميرور من قبل الفهرس المرجعي الأوروبي للعلوم الإنسانية (ERIH) على أنها دورية INT1 (أعلى تصنيف). حظيت الدورية بأهمية علمية معترف بها دوليًا وذات درجة عالية من التأثير بين الباحثين في مجالات البحث المختلفة في مختلف البلدان؛ حيث يستشهد بها بانتظام في جميع أنحاء العالم.

## روابط خارجية
- الموقع الرسمي